# Tillandsia ultima
Tillandsia ultima es una especie de planta epífita dentro del género  Tillandsia, perteneciente a la  familia de las bromeliáceas. Es originaria de Colombia donde se encuentra en la Sierra Nevada de Santa Marta a una altitud de 3000 metros.

## Taxonomía
Tillandsia ultima fue descrita por Lyman Bradford Smith y publicado en Contributions from the United States National Herbarium 29(10): 442. 1951.
Etimología
Tillandsia: nombre genérico que fue nombrado por Carlos Linneo en 1738 en honor al médico y botánico finlandés Dr. Elias Tillandz (originalmente Tillander) (1640-1693).
ultima: epíteto